# Living Targets
Living Targets je název třetí desky německé punk rockové kapely Beatsteaks. Deska vyšla v roce 2002 u amerického labelu Epitaph. Na albu hraje také poprvé Torsten Scholz, který se stal novým baskytaristou.
Album je více rockové než předešlá deska Launched, obsahuje více melodičtějších a pomalejších písní. Living Targets znamenala velký průlom v kariéře.
Z alba vzešly i dva singly Summer a Let Me In.

## Seznam písní
1. "Not Ready to Rock" – 1:27
2. "God Knows"– 2:32
3. "Let Me In" – 3:32 Videoklip
4. "Soothe Me" – 2:30
5. "Above Us" – 3:03
6. "This One" – 2:47
7. "Disconnected" – 3:05
8. "A-Way" – 3:40
9. "Run Run" – 3:48
10. "Mirrored" – 2:55
11. "To Be Strong" – 2:49
12. "Summer/Yeah" – 6:40 Videoklip